# Tuning PC
Pour les articles homonymes, voir Tuning (homonymie).
Le Tuning PC (en anglais "modding") désigne l'ensemble des ajouts et décorations, tant internes au boîtier qu'externes, visant à changer l'apparence et l'habillage d'un ordinateur personnel. Il consiste généralement à ajouter des néons, LED, plastiques translucides ainsi que de la peinture, diverses formes de décoration, etc., afin de rendre le PC agréable à l'œil pour son utilisateur en fonction de ses goûts (couleur dominante, texture, matériaux, etc.). Le modding sert aussi à rendre le pc silencieux avec des kits anti-vibration et de suspension pour les disques dur lecteurs... Dans ses formes les plus récentes, le modding est passé des néons et des leds aux décorations plus sobres et des matériaux plus nobles comme l'aluminium, le cuivre, le carbone, le plastique, le bois ou même encore le cuir.
Le modding s'est beaucoup démocratisé et l'on peut même voir des accessoires de modding dans des grandes surfaces alors qu'avant ils étaient seulement disponibles sur internet et connus d'une petite minorité. Aujourd'hui, le modding est beaucoup plus répandu et beaucoup de sites spécialisés en PC se sont penchés dessus.
Très inspiré dans le fond du tuning automobile, le modding est parfois marqué dans la forme par un thème donné à une machine, selon un jeu ou un environnement, par un hommage à un type de machine. Parfois il s'agit d'un défi : faire tenir un ordinateur fonctionnel dans un boîtier de four à micro-ondes, dans un mannequin...

## Quelques images

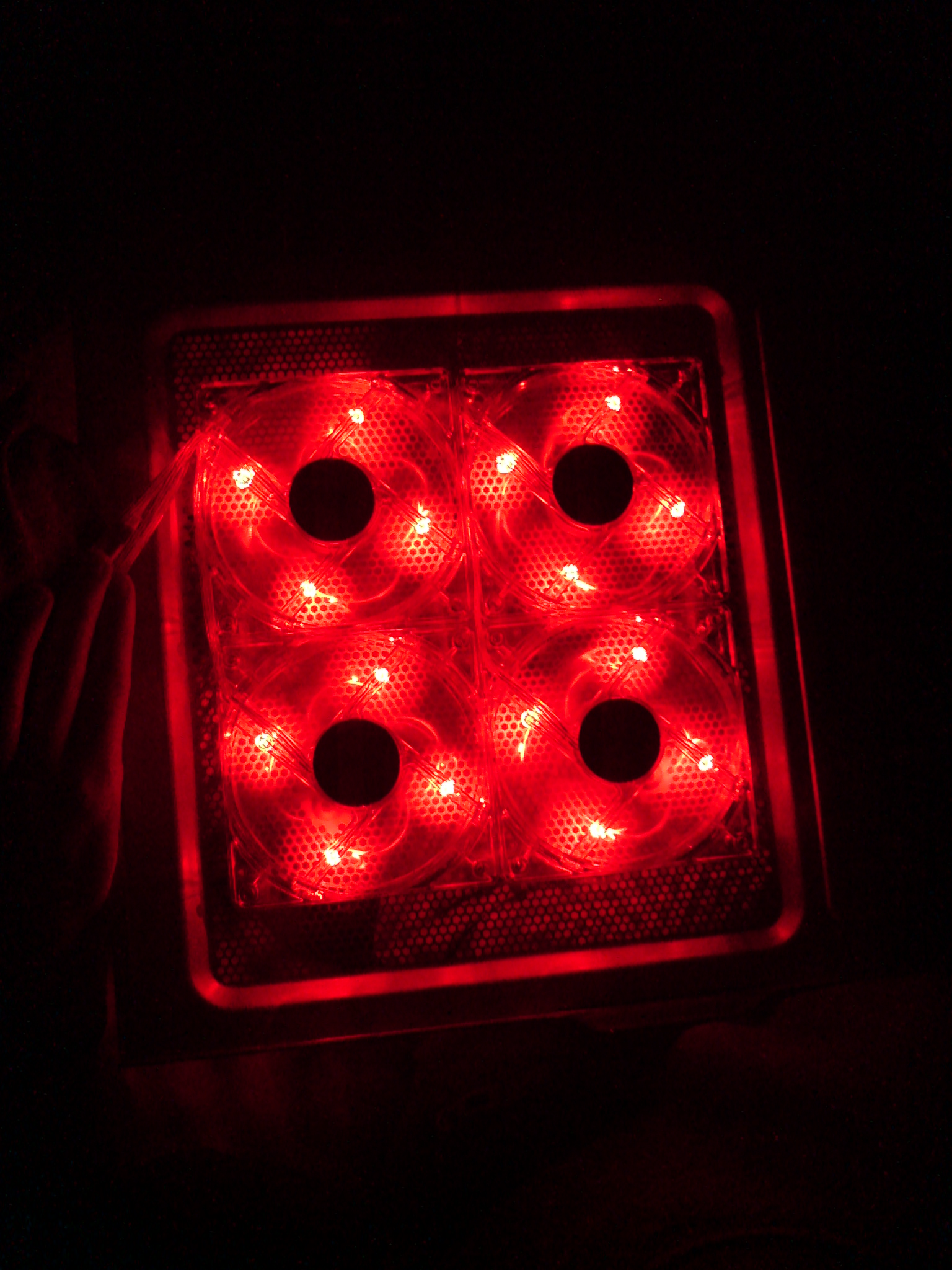
Ajout de 4 ventilateurs Cooler Master de 120mm rouges sur la porte d'un HAF 932
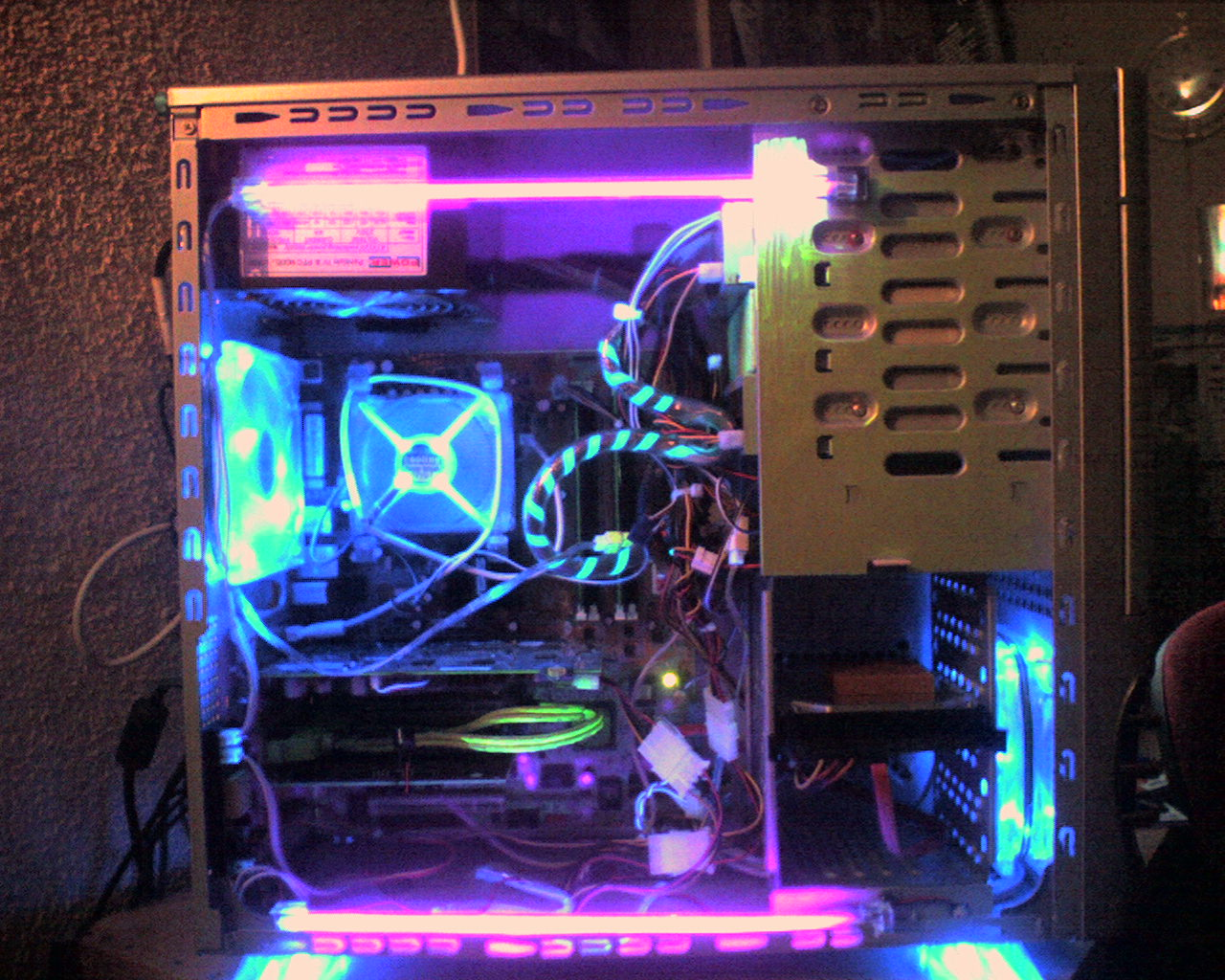
Un ordinateur tuning dit "prétuné"
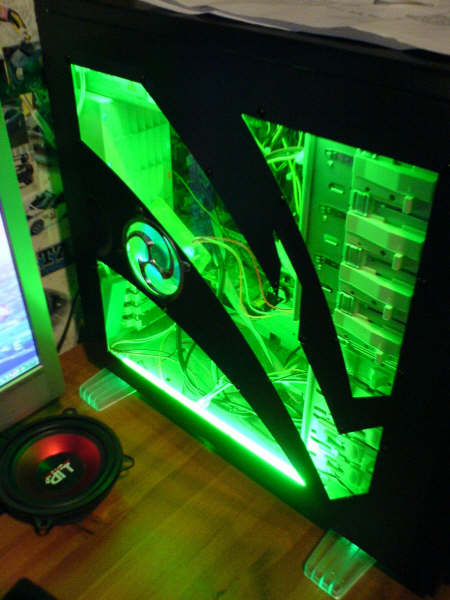
Un autre ordinateur prétuné mais à dominante chromatique verte
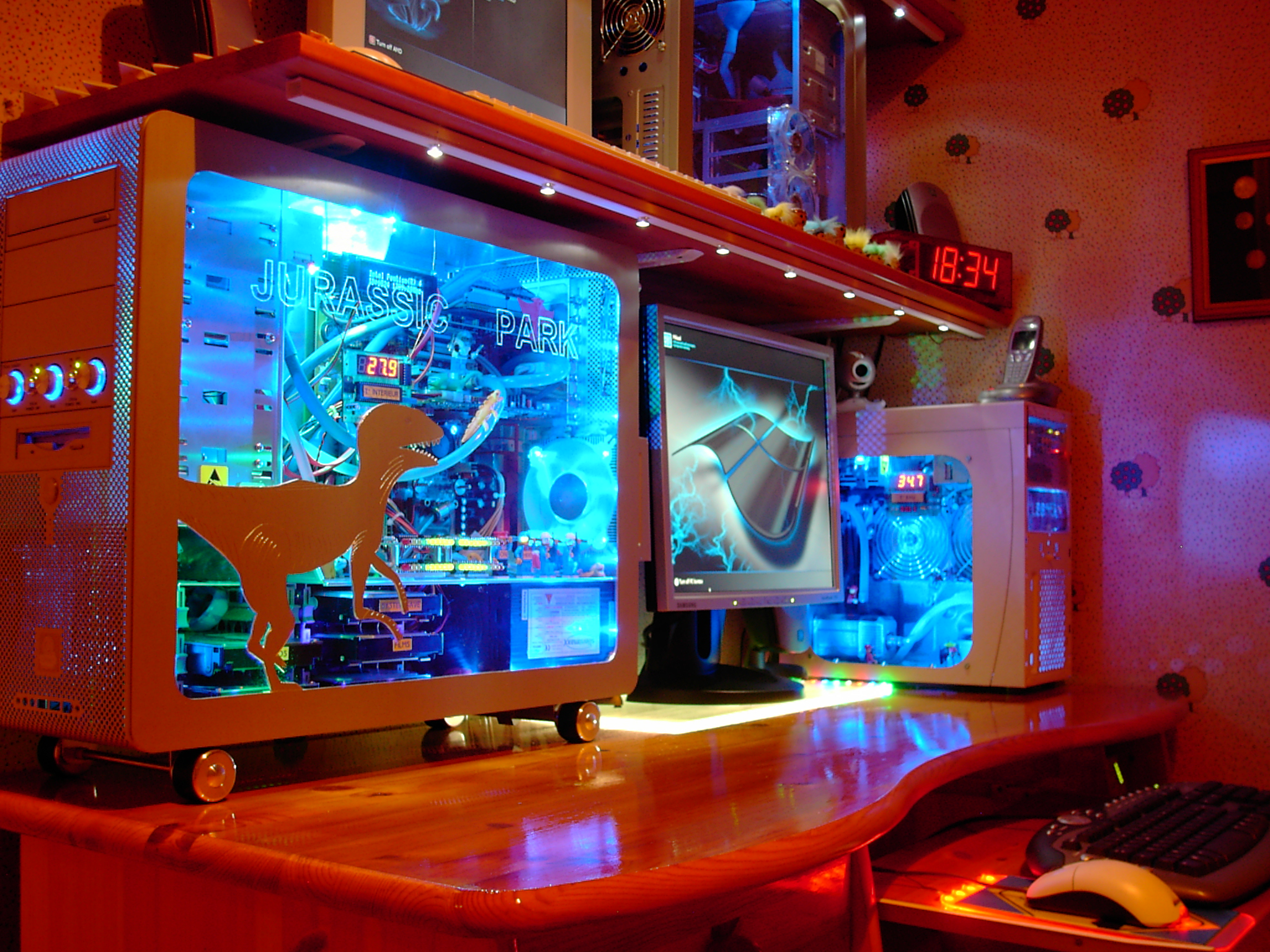
Le thème de cette réalisation est basé sur la trilogie "Jurassic Park"
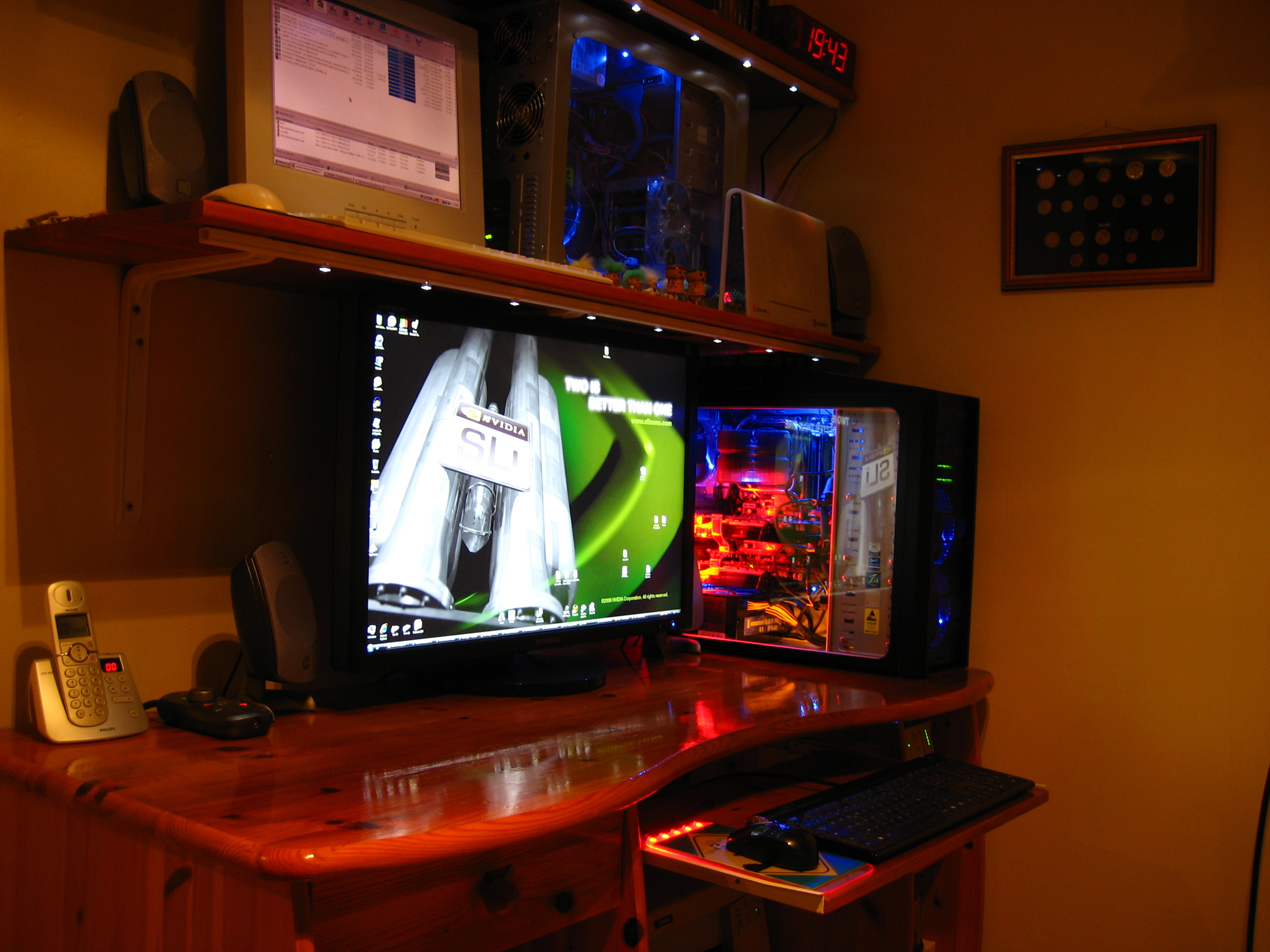
Mod Quad SLI intégré dans un bureau ambiance tuning dont l'éclairage par LED est omniprésent.
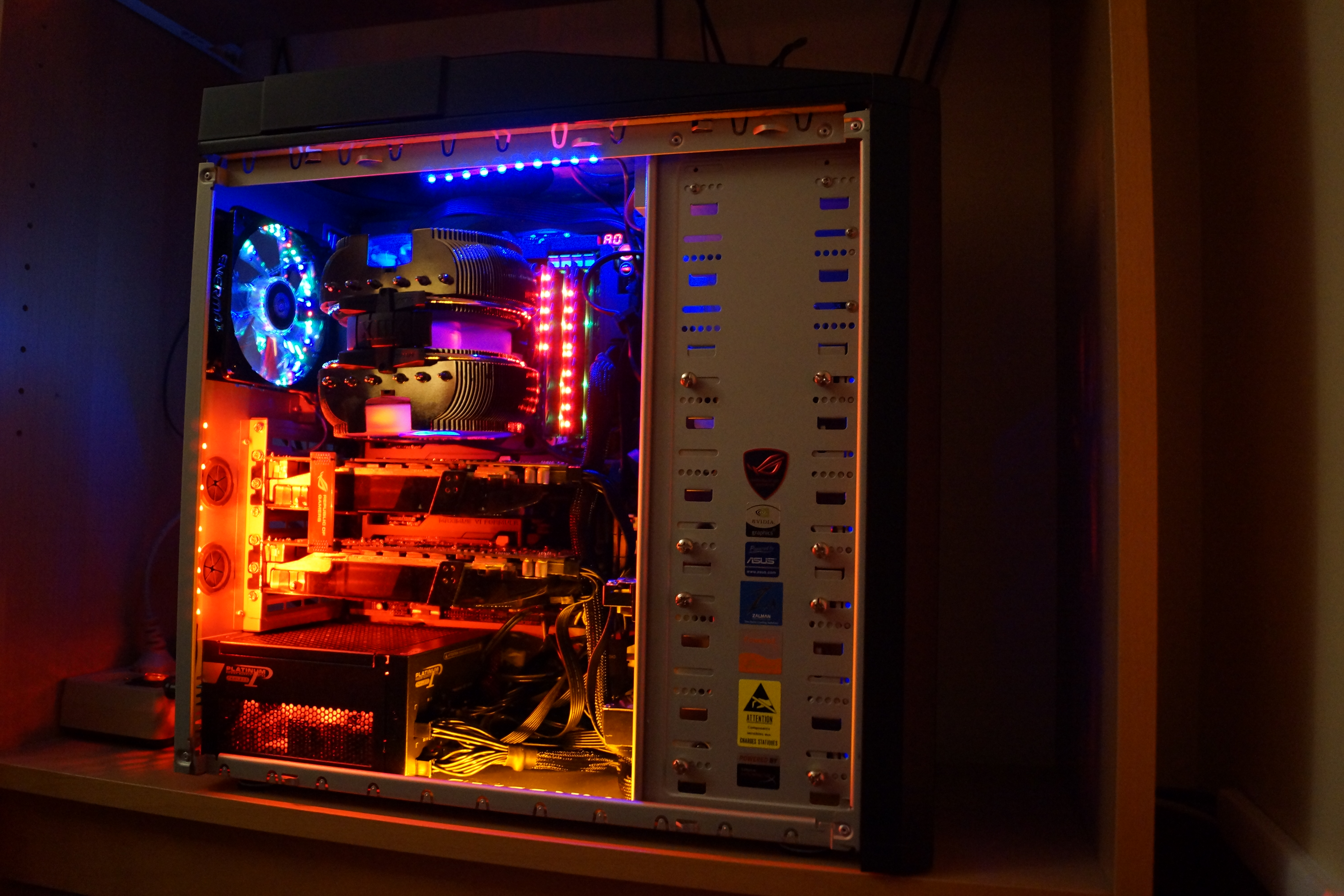
Mod Quad SLI 2: basé sur le même boîtier que le Quad SLI mais avec d'autres composants: SSD, bandeau LED.

## Sources
- (fr) Modding.fr